# Andrew Davies
Andrew Wynford Davies (Rhiwbina, 20 settembre 1936) è uno sceneggiatore e scrittore britannico.

## Biografia
Andrew Davies studia alla Whitchurch High School di Cardiff e successivamente allo University College di Londra dove consegue nel 1957 il titolo di Bachelor of Arts in inglese. Dopo la laurea insegna alla St. Clement Danes Grammar School di Londra dal 1958 al 1961 e alla Woodberry Down Comprehensive School dal 1961 al 1963. In seguito, insegna inglese al Coventry College of Education nel periodo 1963-1971 e poi alla Università di Warwick di Coventry dal 1971 al 1987.
Nel 1960, Davies contribuisce alla realizzazione del Monday Night at Home della radio BBC Home Service con Harold Pinter e Ivor Cutler. Scrive il suo primo lavoro per la radio nel 1964.
Andrew Davies è il creatore della serie televisiva per ragazzi Marmalade Atkins e della serie A Very Peculiar Practice.
Davies è noto principalmente per i suoi adattamenti di successo dei classici della letteratura come Orgoglio e pregiudizio del 1995, di La fiera delle vanità nel 1998 e di Ragione e sentimento del 2008 per la BBC. Sempre per la BBC è lo sceneggiatore della serie Middlemarch del 1994 di cui cura anche la versione cinematografica del 2009. È co-ideatore con Bernadette Davis della sit-com Game On in onda su BBC2 oltre a esserne coautore nelle prime due stagioni.
Il suo adattamento del thriller House of Cards di Michael Dobb ha avuto molto successo in Gran Bretagna e sempre Davies si occupa anche dei due sequel.
Al cinema collabora alla sceneggiatura di entrambi i film tratti dai romanzi di Helen Fielding: Il diario di Bridget Jones e Che pasticcio, Bridget Jones!.
Davies è anche un prolifico scrittore per ragazzi. Fra i suoi lavori Conrad's War vincitore del premio letterario assegnato ogni anno dal quotidiano The Guardian e Alfonso Bonzo (libro e serie televisiva).
Il 2008 ha visto l'uscita di tre suoi adattamenti: dal romanzo del 1999 Affinity di Sarah Waters, Brideshead Revisited di Evelyn Waugh e del classico La piccola Dorrit di Charles Dickens per la BBC. Little Dorrit ha vinto 7 Premi Emmy su un totale di 11 nomination; fra i 7 anche il premio "Outstanding Writing for a Miniseries" a Andrew Davies (premio già ottenuto da Davies nel 1991).
Nel 2002 è stato insignito del Premio BAFTA "Academy Fellow".

## Vita privata
Nel 1960, sposa Diana Huntley, da cui ha un figlio e una figlia. Vive a Kenilworth, una città del Warwickshire.

## Filmografia

### Cinema
- Amiche (Circle of Friends), regia di Pat O'Connor (1995)
- Il sarto di Panama (The Tailor of Panama), regia di John Boorman (2001)
- Il diario di Bridget Jones (Bridget Jones's Diary), regia di Sharon Maguire (2001)
- Che pasticcio, Bridget Jones! (Bridget Jones: The Edge of Reason), regia di Beeban Kidron (2004)
- Ritorno a Brideshead (Brideshead Revisited), regia di Julian Jarrold (2008)
- I tre moschettieri (The Three Musketeers), regia di Paul W. S. Anderson (2011)

### Televisione
- To Serve Them All My Days - miniserie TV, 13 episodi (1980-1981)
- Dark Towers - serie TV, 10 episodi (1981)
- Diana - miniserie TV, 10 episodi (1984)
- Badger Girl - serie TV, 8 episodi (1984)
- A Very Peculiar Practice - serie TV, 14 episodi (1986-1988)
- Mother Love - miniserie TV, 4 episodi (1989)
- House of Cards - miniserie TV, 4 puntate (1990)
- Anglo-Saxon Attitudes (1992)
- The Old Devils (1992)
- To Play the King (1993)
- Middlemarch (1994)
- Game On (1995, with Bernadette Davis)
- Orgoglio e pregiudizio – miniserie TV, 6 puntate (1995)
- The Final Cut (1995)
- Emma (1996)
- Wilderness (1996)
- The Fortunes and Misfortunes of Moll Flanders (1996)
- Bill's New Frock (1997)
- La fiera delle vanità (1998)
- Wives and Daughters (1999)
- Take a Girl Like You (2000)
- The Way We Live Now (2001)
- Dottor Zivago (2002)
- Tipping the Velvet (2002)
- He Knew He Was Right (2004)
- Falling (2005)
- Bleak House (2005)
- La linea della bellezza (2006)
- L'abbazia di Northanger (2007), episodio della serie televisiva della ITV plc The Jane Austen Season
- A Room with a View, regia di Nicholas Renton – film TV (2007)
- Fanny Hill (2007)
- Ragione e sentimento (Sense and Sensibility) – miniserie TV, 3 puntate (2008)
- La piccola Dorrit (2008)
- Mr Selfridge – serie TV, 10 episodi (2013-2014)
- House of Cards - Gli intrighi del potere (House of Cards) – serie TV, 73 episodi (2013-2018)
- Guerra e pace (War & Peace) – miniserie TV, 6 puntate (2016)
- I miserabili (Les Misérables) – miniserie TV, 6 puntate (2018-2019)
- Sanditon – serie TV (2019-in corso)

## Programmi televisivi
- Who's Going to Take Me On? (1965)
- Is That Your Bod, Boy? (1970)
- No Good Unless It Hurts (1973)
- The Water Maiden (1974)
- Grace (1975)
- The Imp of the Perverse (1975)
- The Signalman (1976)
- A Martyr to the System (1976)
- Eleanor Marx (1977)
- Velvet Glove (1977)
- Fearless Frank (1978)
- Renoir My Father (1978)
- Bavarian Night (1981)
- Heartattack Hotel (1983)
- Baby I Love You (1985)
- Pythons on the Mountain (1985)
- Inappropriate Behaviour (1987)
- Lucky Sunil (1988)
- Ball Trap on the Cote Sauvage (1989)
- Filipina Dreamgirls (1991)
- A Very Polish Practice (1992)
- Anna Lee (1993)
- Harnessing Peacocks (1993)
- A Few Short Journeys of the Heart (1994)
- Getting Hurt (1998)
- A Rather English Marriage (1998)
- Otello (2001)
- Boudica (2003)
- The Chatterley Affair (2006)
- Diary of a Nobody (2007)

## Teatro
- Rose (1980)
- Prin (1990)

## Libri
- Getting Hurt, 1989
- Dirty Faxes, 1990
- B. Monkey, 1992
- Conrad's War

### Basati su omonime serie televisive
- A Very Peculiar Practice, 1986
- A Very Peculiar Practice: The New Frontier, 1988